# DR 720 bis 722
Die Triebwagen DR 720 bis 722 gehören zu den ersten von der DRG beschafften serienmäßigen Triebwagenbaureihen, die in Leichtbauweise hergestellt wurden. Sie wurden noch mit einem Ottomotor hergestellt und waren die erste Triebwagenbauart, die mit dem später sehr verbreiteten Mylius-Getriebe ausgerüstet waren. Ein Fahrzeug der Serie befindet sich im Eisenbahnmuseum Darmstadt-Kranichstein.

## Geschichte

### Reichsbahn-Zeit

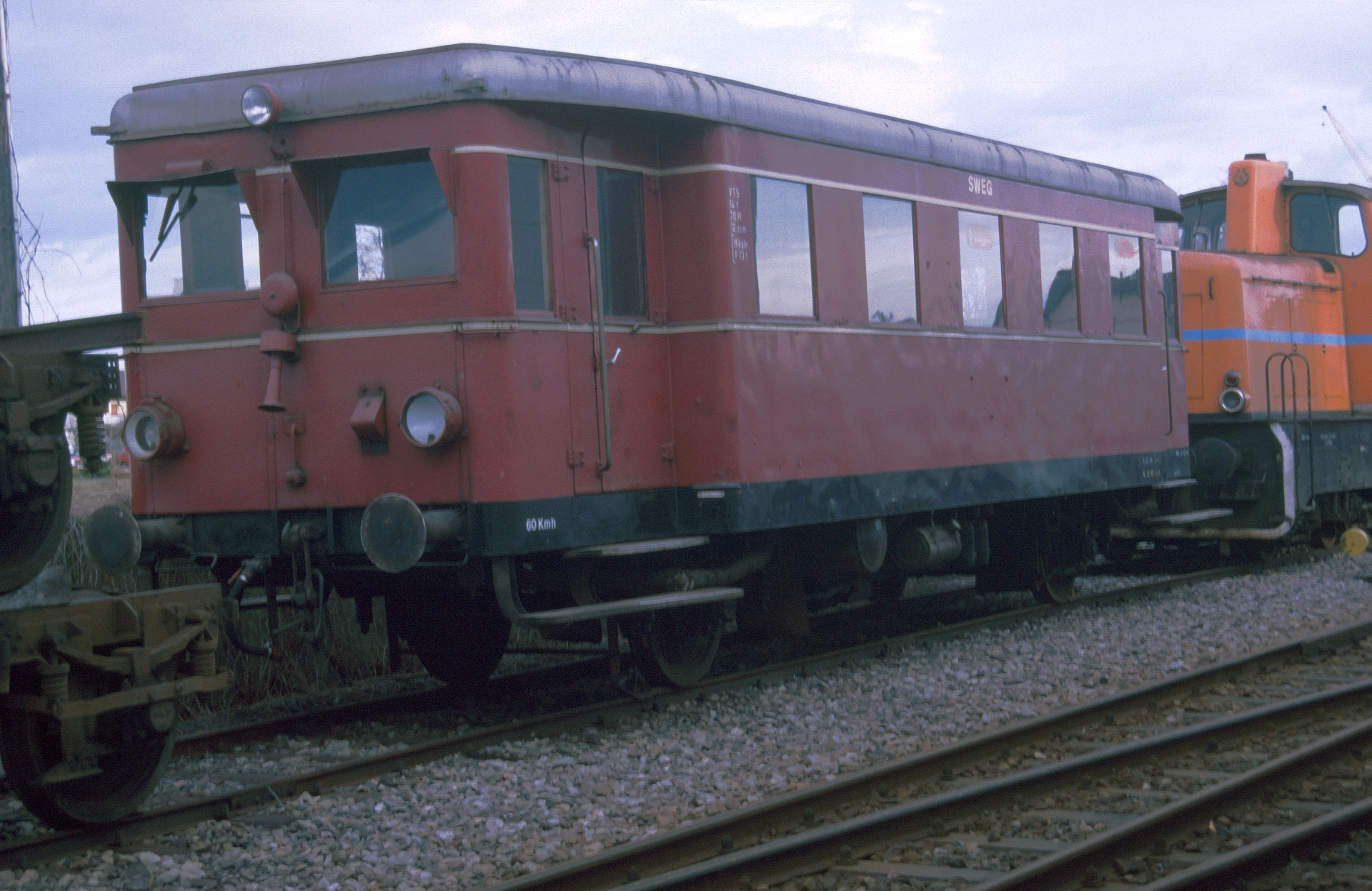
Erhaltener DEBG VT 79 902, Zustand 2008

Die Triebwagen wurden 1931 bei der Waggon- und Maschinenbau Görlitz (WUMAG) bestellt und waren die letzten mit einem Ottomotor ausgerüsteten Fahrzeuge. Zu Vergleichszwecken wurden zur gleichen Zeit schon unter der Bezeichnung DR 805 und 806 zwei Dieseltriebwagen mit elektrischer Kraftübertragung bestellt, die unter die sogenannte schwere Bauart eingestuft wurde.
Die Triebwagen können als Urahnen der modernen zweiachsigen Triebwagen angesehen werden, deren Bauausführung bei der bis 1956 gebauten ČSD-Baureihe M 131.1 beobachtet werden kann: Fahrzeugkasten in geschweißter Stahlleichtbauweise, unterflur unter dem Fahrgastraum angeordnete Maschinenanlage, kombinierter Einstiegs- und Bedienungsraum, bei dem der Bediener seinen Platz neben der Einstiegstür hatte und bei dem der Bedienungsraum auf der jeweils hinteren Anlage abschließbar war. Um einen zweiachsigen Beiwagen mitführen zu können, war das Fahrzeug mit einer Zug- und Stoßeinrichtung der leichten Bauart ausgerüstet. Speziell für den Triebwagen wurden ebenfalls von der WUMAG entwickelte leichte Beiwagen mit einer Leermasse von 9,1 t beschafft.

## DR 133 003–005
Alle drei Triebwagen wurden zunächst im Raum Regensburg eingesetzt. Noch im gleichen Jahr wurden sie in die neue Bezeichnung der DR als DR 133 003–005 eingeteilt. Die Ausrüstung mit dem Ottomotor hatte für sie den glücklichen Umstand, dass sie während des Zweiten Weltkrieges im zivilen Dienst weiter eingesetzt wurden. Daher überstanden alle drei Fahrzeuge den Weltkrieg. Zwei Fahrzeuge wurden danach als Beiwagen umgebaut.

## VT 79 902
Der DR 133 005 blieb zunächst erhalten und wurde nach 1945 als VT 79 902 bezeichnet. In dieser Bezeichnung wurde der Wagen bis 1953 weiterbetrieben und danach ausgemustert sowie für den Betrieb bei Privatbahnen hergerichtet.

## DEBG VT 79 902 / SWEG VT 5
Nach seiner Ausmusterung wurde der Wagen ohne Motor an die Deutsche Eisenbahn-Betriebsgesellschaft verkauft. Dort erhielt er einen Dieselmotor von Klöckner-Humboldt-Deutz mit einer Leistung von 145 PS und wurde bis 1963 auf den Strecken der DEBG eingesetzt. Danach wurde das historisch wertvolle Fahrzeug an die Südwestdeutsche Verkehrs-Aktiengesellschaft verkauft und verkehrte dort bis 1987. Das Fahrzeug wurde gerne zu Großveranstaltungen präsentiert. Von 1987 bis 1990 gehörte es buchmäßig dem Verein VEFS in Bocholt. Seit 1990 befand sich das Fahrzeug im Eisenbahnmuseum Darmstadt-Kranichstein, wo es entkernt und abgestellt wurde.
2016 gab der Verein Eisenbahnfreunde Grenzland bekannt, den Triebwagen zum Bahnhof Walheim bei Aachen zu transportieren und ihn dort für einen musealen Betrieb auf der Vennbahn und der Bahnstrecke Stolberg–Walheim aufzuarbeiten.

## Technische Beschreibung
Das Fahrzeug hat ein 11.400 mm langes stählernes Untergestell, das den Wagenkasten in Stahlleichtbauweise trägt. Der Kasten ist außen mit Stahlblech und innen mit Holz verkleidet. Der Wagenkasten ist in seiner größten Ausdehnung 3.055 mm breit, an den Wagenenden beträgt die Breite 2.370 mm. Hinter dem Führerstand 1 ist eine Trennwand zum Fahrgastabteil, das durch eine Schiebetür erreicht werden kann. Im Bereich des Führerstandes 2 befindet sich der Gepäckraum. Die Toilette ist vom Fahrgastraum aus erreichbar.
Als Antriebsmotor wurde vom Herstellungswerk der Sechszylinder-Viertakt-Ottomotor mit der Bezeichnung OS 5 von Maybach-Motorenbau verwendet. Bei diesem Motor wurde die maximale Leistung bei der hohen Drehzahl von 1.900/min erreicht. Er wog nur 450 kg bei einer Literleistung von 14,3 PS/l (10,5 kW/l), dies war der höchste Wert bei Motoren der Deutschen Reichsbahn. Die sechs Zylinder hatten eine Bohrung von 94 mm und einen Hub von 168 mm. Geschmiert wurden die Zylinderlaufbahnen des Motors mit Spritzöl und die Lager des Kurbeltriebs mit Drucköl von der Kurbelwelle. Sank der Schmieröldruck auf einen Wert unter 1,5 bar, leuchtete im Führerstand eine Lampe auf. Der Motor hatte Batteriezündung und wurde mit einem batteriegespeisten Anlasser gestartet. Die Kraftstoffzufuhr zum Motor wurde im Führerstand durch Seilzug und Gestänge geregelt.
Als mechanische Leistungsübertragung wurde zum ersten Mal das pneumatisch geschaltete, synchronisierte Vorwählgetriebe von Mylius verwendet. Die Konfiguration dieses Getriebes mit dem nachgeordneten pneumatisch geschalteten Wendegetriebe wurde bei diesem Fahrzeug zum ersten Mal eingesetzt.
Von den Triebwagen sind die Laufleistungen des Motors aus der Zeit von 1932 bis 1939 bekannt. Dabei lief jeder Wagen ungefähr 580.000 Kilometer, was eine durchschnittliche Laufleistung von 77.300 km pro Jahr oder 193.000 km pro Unterhaltungsabschnitt bedeutete. Dabei betrug die durchschnittliche ausbaufreie Laufleistung durchschnittlich 75.000 km (die höchste Laufleistung betrug 153.000 km, die niedrigste weniger als 1.000 km). Für Tauschzwecke war im Einsatzbetriebswerk ein Ersatzmotor vorhanden.